# Cladotanytarsus irsacus
Cladotanytarsus irsacus är en tvåvingeart som beskrevs av Lehmann 1979. Cladotanytarsus irsacus ingår i släktet Cladotanytarsus och familjen fjädermyggor.
Artens utbredningsområde är Kongo. Inga underarter finns listade i Catalogue of Life.